# Hortonville
Hortonville is een plaats (village) in de Amerikaanse staat Wisconsin, en valt bestuurlijk gezien onder Outagamie County.

## Demografie
Bij de volkstelling in 2000 werd het aantal inwoners vastgesteld op 2357. In 2006 is het aantal inwoners door het United States Census Bureau geschat op 2723, een stijging van 366 (15,5%).

## Geografie
Volgens het United States Census Bureau beslaat de plaats een oppervlakte van 7,2 km², waarvan 7,0 km² land en 0,2 km² water. Hortonville ligt op ongeveer 250 m boven zeeniveau.

## Plaatsen in de nabije omgeving
De onderstaande figuur toont nabijgelegen plaatsen in een straal van 24 km rond Hortonville.